# Sepp-Daxenberger-Preis
Der Sepp-Daxenberger-Preis ist ein von Bündnis 90/Die Grünen Bayern zur Erinnerung an den 2010 an Krebs verstorbenen Politiker Sepp Daxenberger gestifteter Preis. Er ist mit 2000 Euro dotiert und wird seit 2011 alle zwei Jahre im Rahmen der Stallwächterparty der Grünen überreicht. Mit dem Preis werden Organisationen oder Einzelpersonen ausgezeichnet, die sich für die Erhaltung der natürlichen Lebensgrundlagen und die Bewahrung gesellschaftlicher Werte einsetzen.

## Preisträger
- 2023: Katharina Habersbrunner, für ihren Einsatz für Bürgerenergie und ihre Errungenschaften in der Frauenförderung[2]
- 2021: Stefan Holzheu[3] für die Aufdeckung jahrelang durch die Bundesanstalt für Geowissenschaften und Rohstoffe um den Faktor 4000 zu hoch angegebener Infraschallwerte von Windrädern[4]
- 2019: Hans Schuierer[5], Altlandrat von Schwandorf für seine Rolle beim Widerstand gegen die Wiederaufarbeitungsanlage Wackersdorf
- 2017: Pfarrerin Doris Otminghaus[6][7]
- 2015: Biohennen AG und Ehrenpreis an Dieter Gewies, dem ehemaligen grünen Bürgermeister von Furth.[8]
- 2013: Antifaschistische Informations-, Dokumentations- und Archivstelle München e.V. (a.i.d.a.)[9]
- 2011: Karl-Heinz Bablok[10]

## Weblink
- Sepp-Daxenberger-Preis bei Bündnis 90/Die Grünen Bayern